# هانس گایگر (بازیکن فوتبال)
هانس گایگر (انگلیسی: Hans Geiger; ۲۴ دسامبر ۱۹۰۵ – ۱۷ دسامبر ۱۹۷۴) بازیکن فوتبال اهل آلمان بود.
از باشگاه‌هایی که در آن بازی کرده‌است می‌توان به باشگاه فوتبال نورنبرگ، باشگاه فوتبال پترولول پلویشت، و باشگاه فوتبال ویکتوریا ۱۸۸۹ اشاره کرد.
وی همچنین در تیم ملی فوتبال آلمان بازی کرده‌است.